# Young Women's Christian Association

YWCA:s Logo.

Young Women's Christian Association (YWCA) är en internationell kvinnoorganisation, grundad i London 1855.
Den verkar internationellt för kvinnors välfärd och rättigheter. Den har sin bas i Genève i Schweiz och avdelningar i över 100 länder. Den samverkar med KFUK-KFUM.